# Абаш, Ширин Амберович
Ширин Амберович Абаш (абх. Абашь Шьрын Амбер-иԥа; ?, Адзюбжа) — абхазский общественный деятель первой половины XX века.

## Биография
Родился в Абхазии, в селе Адзюбжа в семье абхазских негров Амбера Абаш и Софии Мазалия. Брат всадника абхазской сотни Черкесского конного полка Кавказской туземной дивизии во время Первой Мировой войны Шабана Абаш.
Певец афроамериканец Поль Робсон приезжал в гости Ширину, чтобы выяснить, как неграм живется в Советском Союзе.
На похоронах Ширина Амберовича выступал лидер компартии США афроамериканец Генри Уинстон, отдыхавший в те дни в Пицунде.

## Общественная деятельность
Ширин Абаш является видным общественным деятелем советской Абхазии и одним из основателей колхоза в селе Адзюбжа Абхазской АССР.